# Col de Livigno
Le col de Livigno (en italien : Forcola di Livigno), est un col alpin situé à la frontière entre la Suisse (canton des Grisons) et l'Italie à 2 314 ou 2 315 mètres d'altitude. Il relie Poschiavo en Suisse et Livigno dans la province de Sondrio en Lombardie (Italie).

## Géographie

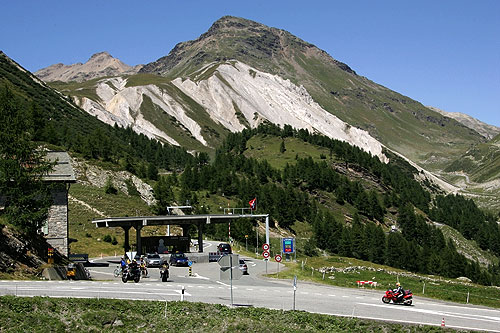
Poste de douane au niveau de la route principale 29, départ de la route du col, côté suisse.

La douane italienne est présente au col de Livigno. La douane suisse est située plus en aval, près de la jonction avec la route cantonale qui monte jusqu'au col de la Bernina.
La partie italienne, qui monte de Livigno, n’a pas d'épingle à cheveux et se compose de longues lignes droites. L'autre face présente un parcours plus sinueux.
Le col a la particularité de relier une vallée au sud des Alpes, mais qui relève de la compétence politique suisse (val Poschiavo, appartenant au bassin de l'Adda), à une vallée située au nord des Alpes mais qui est politiquement italienne (vallée de Livigno, appartenant au bassin de l'Inn). Le col du Predil partage la même particularité.
D'un point de vue orographique, il divise les Alpes de Livigno en deux.
Du côté suisse, la route part de la rampe sud du col de la Bernina. Pendant les mois d'été, il offre une alternative moins chère pour rejoindre Livigno, car le tunnel de Munt La Schera, situé au nord de la commune, est payant. Le col est fermé en hiver. En septembre 2016, le gouvernement du canton des Grisons a décidé d'ouvrir le col au plus tôt le premier lundi de juin et de le fermer au plus tard le dernier vendredi de novembre. Une ouverture ultérieure ou une fermeture antérieure est possible en raison d'un danger d'avalanche.

## Cyclisme
L'ascension du col de Livigno, classée en première catégorie, était au programme de la 15e étape du Giro 2024. Mais pour des raisons de sécurité, les autorités suisses ont refusé son passage et cette ascension a été remplacée par le col du Mortirolo puis le col de Foscagno, soit un parcours intégralement en Italie.